# 姚孟街道 (平顶山市)
姚孟街道，是中华人民共和国河南省平顶山市湛河区下辖的一个乡镇级行政单位。

## 行政区划
姚孟街道下辖以下地区：
姚电社区、阳光苑社区、李乡宦村和姚孟村。